# Хумс
Хумс (на арабски: الخمس) е град в община Мургуб на средиземноморския бряг на Либия. От 1983 до 1995 е административен център на вече несъществуващата община Ал Кумс. Отстои на 100 км източно от столицата Триполи.
Населението на града през 2010 година е 28 976 жители.
На около 3.2 км източно от града се намира древноримският град Лептис Магна.